# Ушбулак (Катон-Карагайський район)
Ушбула́к (каз. Үшбұлақ) — село у складі Катон-Карагайського району Східноказахстанської області Казахстану. Входить до складу Коробіхинського сільського округу.
Населення — 116 осіб (2021; 214 у 2009, 342 у 1999, 419 у 1989).
Національний склад станом на 1989 рік:
- казахи — 100 %

До 2010 року село називалось Черьомушка, станом на 1989 рік село називалось Черемошка.